# Одного разу під Полтавою (сезон 4)
Четвертий сезон серіалу Одного разу під Полтавою, українського сіткому, який створено студією «Квартал-95» для телеканалу ТЕТ. Прем'ера відбулася 9 жовтня 2017. Студія «Drive Production» також займається продюсуванням Одного разу під Полтавою. Сезон вміщає 20 епізодів і виходив по 2 листопада 2017.

## В ролях
| - Ірина Сопонару в ролі Яринки. - Юрій Ткач в ролі Юрчика. - Віктор Гевко в ролі Віті (кума Юрчика і Яринки). - Олександр Теренчук в ролі Сашка (дільничого). - Анна Саліванчук в ролі Віри (продавчині сільмагу). - Олександр Данильченко в ролі діда Петра. | Другорядні дійові особи |

## Перелік серій
| Номер взагалі | Номер в сезоні | Назва                   | Режисер        | Сценарист(и)                                                              | Дата показу      |
| --- | -------------- | ----------------------- | -------------- | ------------------------------------------------------------------------- | ---------------- |
| 49 | 1              | «Євроінтеграція»        | Андрій Бурлака | Євген Косніковський та Чингіс Мазінов                                     | 9 жовтня 2017    |
| Яринка вперше побувала за кордоном. Європа вразила Яринку красою і чистотою! Тож, повернувшись у рідне село під Полтавою, вона одразу ж розпочала Євроінтеграцію.                                                                                 |                |                         |                |                                                                           |                  |
| 50 | 2              | «Тест на сумісність»    | Андрій Бурлака | Анастасія Оруджова та Аліна Гордієнко Олександра Машлятіна Чингіс Мазінов | 9 жовтня 2017    |
| Віра скачала на телефон тест на сумісність подружжя. Тест показав, що її сумісність із Сашком цілих 99%, а у Яринки з Юрчиком — усього 1%. |                |                         |                |                                                                           |                  |
| 51 | 3              | «Родич з Одеси»         | Андрій Бурлака | Олександр Станкевич, Павло Демченко та Станіслав Царан                    | 10 жовтня 2017   |
| До Яринки і Юрчика приїхав в гості родич з Одеси. Він так припав до душі полтавським дівчатам, що, схоже, скоро за нього буде бійка. |                |                         |                |                                                                           |                  |
| 52 | 4              | «Церква іншого дня»     | Андрій Бурлака | Анастасія Оруджова та Аліна Гордієнко Олександра Машлятіна Чингіс Мазінов | 10 жовтня 2017   |
| Юрчик потрапив у Церкву адвентистів іншого дня. Там йому пообіцяли шість соток землі. Заради цього Юрчик відмовився від алкоголю, смачної їжі та інших мирських утіх.                                                                             |                |                         |                |                                                                           |                  |
| 53 | 5              | «Сейф»                  | Андрій Бурлака | Дмитро Чивурін та Петро Чивурін                                           | 11 жовтня 2017   |
| Юрчик з кумом пішли на риболовлю. Зловити рибу хлопцям не вдалося, натомість вони виловили з річки величезний сейф. Невже Яринка житиме, як справжня панянка? Звісно ж, якщо Юрчику вдасться його відкрити.                                       |                |                         |                |                                                                           |                  |
| 54 | 6              | «Страховка»             | Андрій Бурлака | Юрій Карагодін                                                            | 11 жовтня 2017   |
| Кум Юрчика став страховим агентом і тепер провокує чоловіка Яринки, аби той щось собі зламав. Виплата страховки миттєва і вповному обсязі. Невже Юрчик піде на авантюру підступного бізнесмена?                                                   |                |                         |                |                                                                           |                  |
| 55 | 7              | «Лісове Чудовисько»     | Андрій Бурлака | Олександр Кушнаренко та Валентин Іванов                                   | 12 жовтня 2017   |
| Івана Купала — одне з найбільш містичних слов'янських свят. У це свято прокидається різна нечисть — відьми, русалки та перевертні. Тому в цю ніч не можна спати. Кум з Юрчиком вирушили в ліс за скарбами.                                        |                |                         |                |                                                                           |                  |
| 56 | 8              | «Перукар»               | Андрій Бурлака | Євген Пилипенко                                                           | 12 жовтня 2017   |
| У дитинстві Юрчик мріяв стати перукарем. Нарешті його талант помітили. Тепер навіть зірки завчасно записуються у чергу, щоб потрапити до нього на прийом.                                                                                         |                |                         |                |                                                                           |                  |
| 57 | 9              | «Альтернативна енергія» | Андрій Бурлака | Олександр Кушнаренко та Валентин Іванов                                   | 16 жовтня 2017   |
| У світі з'явилась проблема джерел енергії. Людство зрозуміло, що саме час переходити на альтернативні відновлювані джерела. Сучасні технології досягли і села на Полтавщині, де Юрчик та кум вирішили створити на цьому бізнес.                   |                |                         |                |                                                                           |                  |
| 58 | 10             | «Робота»                | Андрій Бурлака | Віктор Гевко                                                              | 17 жовтня 2017   |
| Юрчик нарешті знайшов роботу. Яринка дуже зраділа такій новині, проте радість була недовгою. Юрчика звільнили першого ж дня за те, що він проспав. Юра боїться зізнатись, аби не злити дружину, однак вигадливий кум знаходить вихід із ситуації. |                |                         |                |                                                                           |                  |
| 59 | 11             | «Напарники»             | Андрій Бурлака | Євген Пилипенко                                                           | 18 жовтня 2017   |
| Сашко отримав напарника, яким виявилась молода приваблива білявка. Сашко радий, бо разом вони зможуть розкрити більше злочинів, однак Віра не задоволена — у напарниці свого хлопця вона бачить конкурентку.                                      |                |                         |                |                                                                           |                  |
| 60 | 12             | «Безсоння»              | Андрій Бурлака | Дмитро Чивурін та Петро Чивурін                                           | 19 жовтня 2017   |
| Через три дні у Яринки та Юрчика річниця першого побачення. Юрчик до важливих для дружини дат готується завчасно, проте цього разу забув, куди заховав заначку на подарунок. І як тепер він зможе заснути?).                                      |                |                         |                |                                                                           |                  |
| 61 | 13             | «Серце»                 | Андрій Бурлака | Анастасія Оруджова та Аліна Гордієнко Олександра Машлятіна Чингіс Мазінов | 23 жовтня 2017   |
| Юрчик захворів. Яринка подумала, що в того хворе серце, і намагається всіляко його заохочувати, аби Юрчик насолодився останніми днями свого життя. У сільському клубі почали ремонт, та хтось вкрав всі будівельні матеріали                      |                |                         |                |                                                                           |                  |
| 62 | 14             | «Закляті подруги»       | Андрій Бурлака | Ілля Дерменжі, Сергій Бібілов та Рустем Емірсалієв                        | 24 жовтня 2017   |
| В гості до Яринки приїхала подруга з Бердянська. При знайомстві кожна сильно прикрасила своє життя, а тепер чоловіки мають це розгрібати. Тим часом Сашко розслідує нову справу — у селі з'явилась банда циган, що грабують будинки.              |                |                         |                |                                                                           |                  |
| 63 | 15             | «Грошове дерево»        | Андрій Бурлака | Дмитро Чивурін та Петро Чивурін                                           | 25 жовтня 2017   |
| ́Яринка купила нову рослину в дім — красулу, відому в народі як "грошове дерево". Кажуть, дерево приносить успіх та гроші своєму власникові, тому тепер Юрчик не може відірватись від цього дерева та носиться з ним, як із дитиною.               |                |                         |                |                                                                           |                  |
| 64 | 16             | «Гра»                   | Андрій Бурлака | Дмитро Чивурін та Петро Чивурін                                           | 26 жовтня 2017   |
| Дід Петро завантажив собі на планшет нову гру, проте ніяк не може пройти перший рівень. Допомогти йому викликався ніхто інший, як Юрчик, який так захопився грою, що став справжнім ігроманом! Ще й кума підсадив.                                |                |                         |                |                                                                           |                  |
| 65 | 17             | «Аватар»                | Андрій Бурлака | Олександр Кушнаренко та Валентин Іванов                                   | 30 жовтня 2017   |
| Юрчик хоче увійти в історію і дати своєму селу статус СМТ. Для цього в місті повинно жити 2 000 осіб, а населення села на Полтавщині, де проживають Юрчик з Яринкою, становить 1 999. Юрчик і Яринка планують зачати дитину.                      |                |                         |                |                                                                           |                  |
| 66 | 18             | «Художник»              | Андрій Бурлака | Ілля Дерменжі, Сергій Бібілов та Рустем Емірсалієв                        | 31 жовтня 2017   |
| Після чергового прочитання Forbes Юрчик впадає у депресію. Він вже не такий молодий, а досягнень — блискуча макітра та зашкалююча стрілка вагів під ногами. Може саме час зайнятись чимось новим?                                                 |                |                         |                |                                                                           |                  |
| 67 | 19             | «Нова сусідка»          | Андрій Бурлака | Анастасія Оруджова та Аліна Гордієнко Олександра Машлятіна Чингіс Мазінов | 1 листопада 2017 |
| У Яринки та Юрчика нова сусідка — файна дівчина з самої Полтави. Краля з міста у короткій спідниці одразу підкорила серця всіх чоловіків у селі, а от жінкам вона не до вподоби...                                                                |                |                         |                |                                                                           |                  |
| 68 | 20             | «Вітрянка»              | Андрій Бурлака | Юрій Карагодін                                                            | 2 листопада 2017 |
| Юрчика вразила дитяча хвороба — вітряна віспа. Тепер кожен у селі, а особливо Яринка, намагається не заразитись. |                |                         |                |                                                                           |                  |